# Élections parlementaires italiennes de 1996
 (mai 2021).
Si vous disposez d'ouvrages ou d'articles de référence ou si vous connaissez des sites web de qualité traitant du thème abordé ici, merci de compléter l'article en donnant les références utiles à sa vérifiabilité et en les liant à la section « Notes et références ».
Les élections parlementaires italiennes de 1996 (en italien : Elezioni politiche italiane del 1996) ont eu lieu le 21 avril 1996, afin d'élire les 630 députés et les 315 sénateurs de la treizième législature du Parlement italien, pour un mandat de cinq ans.

## Résultats

### Chambre des députés
| Partis | Partis                                                | Voix       | %     | Sièges |
| ------ | ----------------------------------------------------- | ---------- | ----- | ------ |
|        | Parti démocrate de la gauche                          | 7 894 118  | 21,06 | 26     |
|        | Forza Italia                                          | 7 712 149  | 20,57 | 37     |
|        | Alliance nationale                                    | 5 870 491  | 15,66 | 28     |
|        | Ligue du Nord                                         | 3 776 354  | 10,07 | 20     |
|        | Parti de la refondation communiste                    | 3 213 748  | 8,57  | 20     |
|        | Parti populaire italien                               | 2 554 072  | 6,81  | 4      |
|        | Centre chrétien-démocrate - Chrétiens démocrates unis | 2 189 563  | 5,84  | 12     |
|        | Renouveau italien                                     | 1 627 380  | 4,34  | 8      |
|        | Fédération des Verts                                  | 938 665    | 2,50  | -      |
|        | Lista Pannella-Sgarbi                                 | 702 988    | 1,88  | -      |
|        | Mouvement social – Flamme tricolore                   | 339 351    | 0,91  | -      |
|        | Parti socialiste                                      | 149 441    | 0,40  | -      |
|        | Ligue d'action meridionale                            | 72 062     | 0,19  | -      |
|        | Autres                                                |            |       | -      |
|        | Total                                                 | 37 484 398 |       | 155    |

| Partis | Partis                              | Voix       | %     | Sièges |
| ------ | ----------------------------------- | ---------- | ----- | ------ |
|        | L'Olivier                           | 15 725 655 | 42,16 | 246    |
|        | Pôle pour les libertés              | 15 027 030 | 40,29 | 169    |
|        | Ligue du Nord                       | 4 038 239  | 10,83 | 39     |
|        | Alliance des progressistes          | 982 505    | 2,63  | 15     |
|        | Mouvement social – Flamme tricolore | 624 558    | 1,67  | -      |
|        | Parti populaire sud-tyrolien        | 156 708    | 0,42  | 3      |
|        | Ligue d'action meridionale          | 82 373     | 0,22  | 1      |
|        | Autres                              |            |       | 2      |
|        | Total                               | 37 295 109 |       | 475    |

### Sénat de la République
| Partis | Partis                              | Voix       | %     | Sièges |
| ------ | ----------------------------------- | ---------- | ----- | ------ |
|        | L'Olivier                           | 13 444 978 | 41,21 | 157    |
|        | Pôle pour les libertés              | 12 185 020 | 37,35 | 116    |
|        | Ligue du Nord                       | 3 394 733  | 10,41 | 27     |
|        | Alliance des progressistes          | 934 974    | 2,87  | 10     |
|        | Mouvement social – Flamme tricolore | 747 487    | 2,29  | 1      |
|        | Lista Pannella-Sgarbi               | 509 826    | 1,56  | 1      |
|        | Parti socialiste                    | 286 426    | 0,88  | -      |
|        | Parti populaire sud-tyrolien        | 178 425    | 0,55  | 2      |
|        | Autres                              |            |       | 1      |
|        | Total                               | 32 624 584 |       | 315    |